# Igor I de Esmolensco
Igor I (em russo: Игорь Ярославич; romaniz.: Igor Yaroslavich) foi um filho do grão-príncipe de Quieve Jaroslau I, o Sábio da dinastia ruríquida.

## Vida
Era filho do grão-príncipe de Quieve Jaroslau I, o Sábio com Ingegerda da Suécia. Em 1054, substituiu seu irmão Esvetoslau II como príncipe de Volínia, posição que reteve por 3 anos. Em 1057, com a morte de seu irmão Viacheslau I, Igor assumiu seu apanágio como príncipe de Esmolensco no lugar de seu sobrinho Bóris I, que foi deserdado. Igor faleceu 3 anos depois. Nalgum momento durante sua vida casou-se com Cunigunda de Orlanda com quem teve Davi I e Usevolodo (talvez Mistislau).